# Vlado Papić
Vlado Papić (Zagabria, 21 settembre 1968) è un ex calciatore croato, di ruolo attaccante.